# Moose Lake 31A
Moose Lake 31A är ett reservat i Kanada.   Det ligger i provinsen Manitoba, i den sydöstra delen av landet, 2 000 km väster om huvudstaden Ottawa.
Trakten runt Moose Lake 31A består huvudsakligen av våtmarker. Trakten runt Moose Lake 31A är nära nog obefolkad, med mindre än två invånare per kvadratkilometer.